# Fantasy Basel – The Swiss Comic Con
Die Fantasy Basel – The Swiss Comic Con ist eine Schweizer Convention für Film-, Fantasy-, Game-, Comic- und Cosplay-Fans. Sie wurde erstmals vom 14. bis 16. Mai 2015 in Basel veranstaltet und findet seither jährlich statt. Mit über 90.000 m² Fläche ist sie laut den Veranstaltenden die grösste Convention ihrer Art in der Schweiz.

## Programm

FANTASY BASEL - The Swiss Comic Con: Plakat 2025

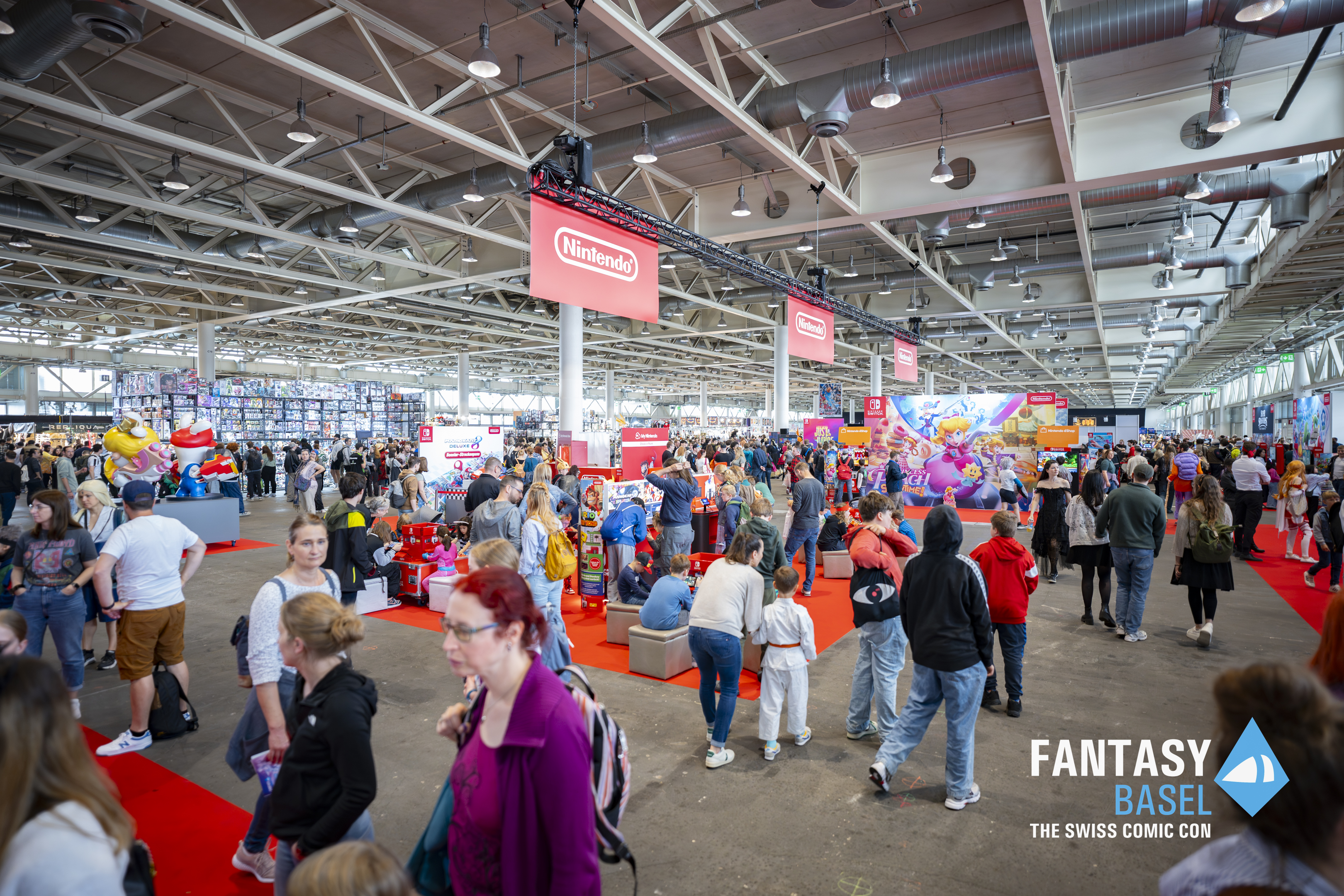
Nintendo Zone und Merchandise-Bereich an der FANTASY BASEL - The Swiss Comic Con 2024

Cosplay Contest auf der Main Stage der FANTASY BASEL - The Swiss Comic Con 2024

Internationale Gäste aus Hollywood, der Film- und TV-Welt, dem Fantasy, Anime- und Comic-Bereich sowie aus der Cosplay-Szene sind auf den Bühnen und bei Autogrammstunden und Fotosessions zu erleben. Über 300 Zeichner, Tattoo-Artists und Urban-Art-Künstler stellen jährlich in der Artist Alley ihre Kunst aus. Cosplay-Wettbewerbe, Podiumsdiskussionen, Workshops, Premieren, Live Art Shows, Game-Turniere und Lesungen gehören zum Programm. Ausstellungen rund um die Themen Fantasy, Science-Fiction, Mittelalter und Steampunk runden das Bühnenprogramm ab. Eine Halle ist dem E-Sport sowie dem Gaming gewidmet und auch Brettspiele, Tabletop- und Rollenspiele sind vertreten. In der Sports & Action Zone zeigen Communities und Vereine ihre aussergewöhnlichen Hobbys.

## Geschichte
Die erste Fantasy Basel – The Swiss Comic Con 2015 zählte mehr als 20.000 Besuchende. Im zweiten Jahr wurde die Fläche von 15.000 m² auf 30.000 m² erweitert. Im Jahr 2017 wurde die Fläche schliesslich noch einmal um 20.000 m² vergrössert und die Convention verzeichnete insgesamt 43.000 Besuchende. 2018 fand die Veranstaltung erstmals auf 60.000 m² statt. Das fünfjährige Jubiläum der Fantasy Basel – The Swiss Comic Con fand vom 3. bis am 5. Mai 2019 statt und verzeichnete über 54.000 Besuchende. Im Jahr 2020 wurde das Festival virtuell durchgeführt. Zum zehnjährigen Jubiläum im Jahr 2024 waren am Festival rund 88.000 Besuchende anwesend.

## Veranstalter und Veranstaltungsort
Gegründet wurde das Festival von Martin Schorno, Veranstalterin ist die FantasyCon AG in Zürich. Die Fantasy Basel – The Swiss Comic Con findet in den Hallen der Messe Basel statt.

## Messestatistik
| Jahr | Zeitraum                 | Besuchende | Ausstellungsfläche | Poster                 | Quellen       |
| ---- | ------------------------ | ---------- | ------------------ | ---------------------- | ------------- |
| 2015 | 14.05.2015. – 16.05.2015 | 20.000     | 15.000 m²          | C-Line / Celine Quadri | [ 10 ]        |
| 2016 | 05.05.2016 – 07.05.2016  | 30.000     | 30.000 m²          | Maurizio Manzieri      | [ 11 ]        |
| 2017 | 29.04.2017 – 01.05.2017  | 43.000     | 50.000 m²          | Christian Scheurer     | [ 12 ]        |
| 2018 | 10.05.2018 – 12.05.2018  | 52.000     | 60.000 m²          | Enrico Marini          | [ 13 ] [ 14 ] |
| 2019 | 03.05.2019 – 05.05.2019  | 54.000     | 60.000 m²          | Christian Scheurer     | [ 15 ]        |
| 2020 | virtuell durchgeführt    |            |                    | Aiven / Yvan Feusi     | [ 16 ]        |
| 2021 | 08.10.2021 – 10.10.2021  | 45.000     | 70.000 m²          | Viktor Bogdanović      | [ 17 ]        |
| 2022 | 26.05.2022 – 28.05.2022  | 62.000     | 70.000 m²          | Laura Braga            | [ 16 ] [ 18 ] |
| 2023 | 18.05.2023 – 20.05.2023  | 72.000     | 77.000 m²          | Syrk                   | [ 19 ]        |
| 2024 | 09.05.2024 – 11.05.2024  | 88.000     | 90.000 m²          | Stanley Artgerm Lau    | [ 1 ] [ 16 ]  |
| 2025 | 29.05.2025 – 31.05.2025  | 97.000     | 100.000 m²         | Anna Steinbauer        | [ 20 ]        |

## Gäste
Seit der ersten Durchführung waren jedes Jahr mehrere Gäste aus unterschiedlichen Kreativ-Branchen an der Convention beteiligt:
- Kevin Sussman (The Big Bang Theory)
- Kristian Nairn (Game of Thrones)
- Cara Buono (Stranger Things, Mad Men, The Sopranos)
- Natalia Tena (Game of Thrones und Harry Potter)
- Tom Wlaschiha (Stranger Things, Game of Thrones)
- Ricky Whittle (The 100)
- Anna Popplewell (Die Chroniken von Narnia, Reign, Halo 4: Forward Unto Dawn)
- Alfred Enoch (Harry Potter und How to Get Away with Murder)
- Daniel Portman (Game of Thrones)
- Duncan Lacroix (Outlander, Vikings)
- Georgia Hirst (Vikings)
- Dan Fogler (Fantastic Beasts, The Walking Dead)
- Alison Sudol (Fantastic Beasts, A Fine Frenzy)
- David Haydn-Jones (Supernatural)
- Martin Klebba (Pirates of the Caribbean)
- Sean Pertwee (Gotham, Elementary)
- Carla Juri (Blade Runner 2049)
- Angus MacInnes (Star Wars)
- Josefin Asplund (Vikings)
- Ian Beattie (Game of Thrones)
- Kiran Shah
- Didier Queloz (Nobelpreisträger, Astronom)